# Лыштанка (деревня)
Лыштановка — упразднённая в 2011 году деревня деревня в Кизнерском районе Удмуртской Республики России. Входила на год упразднения в состав Гыбданского сельсовета.

## География
Урочище находится в юго-западной части республики, в зоне хвойно-широколиственных лесов, на правом берегу реки Лыштанка, на расстоянии примерно 47 километров (по прямой) к северу от посёлка Кизнер, административного центра района.

### Климат
Климат характеризуется как умеренно континентальный. Среднегодовая температура воздуха — 2,5 °С. Средняя температура воздуха самого тёплого месяца (июля) — 18,7 °C; самого холодного (января) — −14,2 °C. Среднегодовое количество атмосферных осадков составляет 400—450 мм, из которых до 300 мм выпадает в тёплый период.

## История
Официально упразднена Постановлением Государственного Совета УР от 21 июня 2011 г. N 603-IV «Об упразднении деревни Лыштанка Гыбданского сельсовета Кизнерского района Удмуртской Республики».

## Население
| 2002 | 2010 |
| ---- | ---- |
| 0    | →0   |